# فريدي كات
فريدي كات هو فيلم 1951 فيلم قصير من إخراج جول وايت بطولة الممثل الكوميدي الأمريكي جو بيسر وراديو ديسك جوكي وجيم هوثورن. صور الفيلم في الفترة من 23 إلى 26 يوليو عام 1951. هو إعادة إنتاج مشهد لمشهد من فيلم 1943 المهرجون الثلاثة باستخدام لقطات مخزنة من حين لآخر.

## القصة
لم يتمكن محققو وكالة التحريات على نطاق واسع، جو وهاوثورن، من حل عمليات السطو التي ارتكبتها عصابة الرجل القرد. كاتشوم (توم كينيدي) يمنحهم فرصة أخيرة لحل القضية. أثناء حراسة متجر قديم في وقت متأخر من الليل، يواجه الثنائي في النهاية عصابة المحتالين الذين دربوا غوريلا حقيقية لتنفيذ السرقات.

## روابط خارجية
- فريدي كات في "threestooges.net"